# Шипилов, Владимир Викторович
Влади́мир Ви́кторович Шипи́лов (5 декабря 1972, Тихорецк, Краснодарский край) — советский и российский футболист, играл на позиции полузащитника.

## Карьера
Профессиональную карьеру начал в 1990 году в майкопской «Дружбе», которая выступала во второй лиге, в дебютный сезон за клуб провёл 2 матча. После распада СССР «Дружба» стартовала в первой лиге, а уже в первом Кубке России дошла до полуфинала, где уступила будущим обладателям кубка «Торпедо» Москва, а сам Шипилов вышел в основном составе на полуфинальный матч и на 61-й минуте был заменён Артуром Вардумяном. С 1997 по 1998 год выступал за ставропольское «Динамо» в первой лиге. Его звали несколько клубов высшего дивизиона в частности «Уралан», но в 1999 году он откликнулся на приглашение Евгения Кучеревского и перешёл в тульский «Арсенал». Далее играл в «Кристалле» Смоленск и «Кубани» Краснодар. С 2002 по 2005 год попеременно играл в «Тереке» Грозный и «Соколе» Саратов. В 2006 году играл за «Волгарь-Газпром» Астрахань. В 2007 году перешёл в новороссийский «Черноморец», в первом же сезоне по итогам интернет-голосования, проведённого клубом болельщиков «Синий туман», а также по мнению читателей газеты «Наш Новороссийск» был признан лучшим игроком команды. В 2009 году перебрался в казахстанский «Кайсар» Кызылорда, за который дебютировал в первом же матче национального чемпионата против «Ордабасы».

## Достижения
«Дружба»
- Полуфиналист Кубка России: 1992/93

«Терек»
- Обладатель Кубка России: 2003/04